# Olén

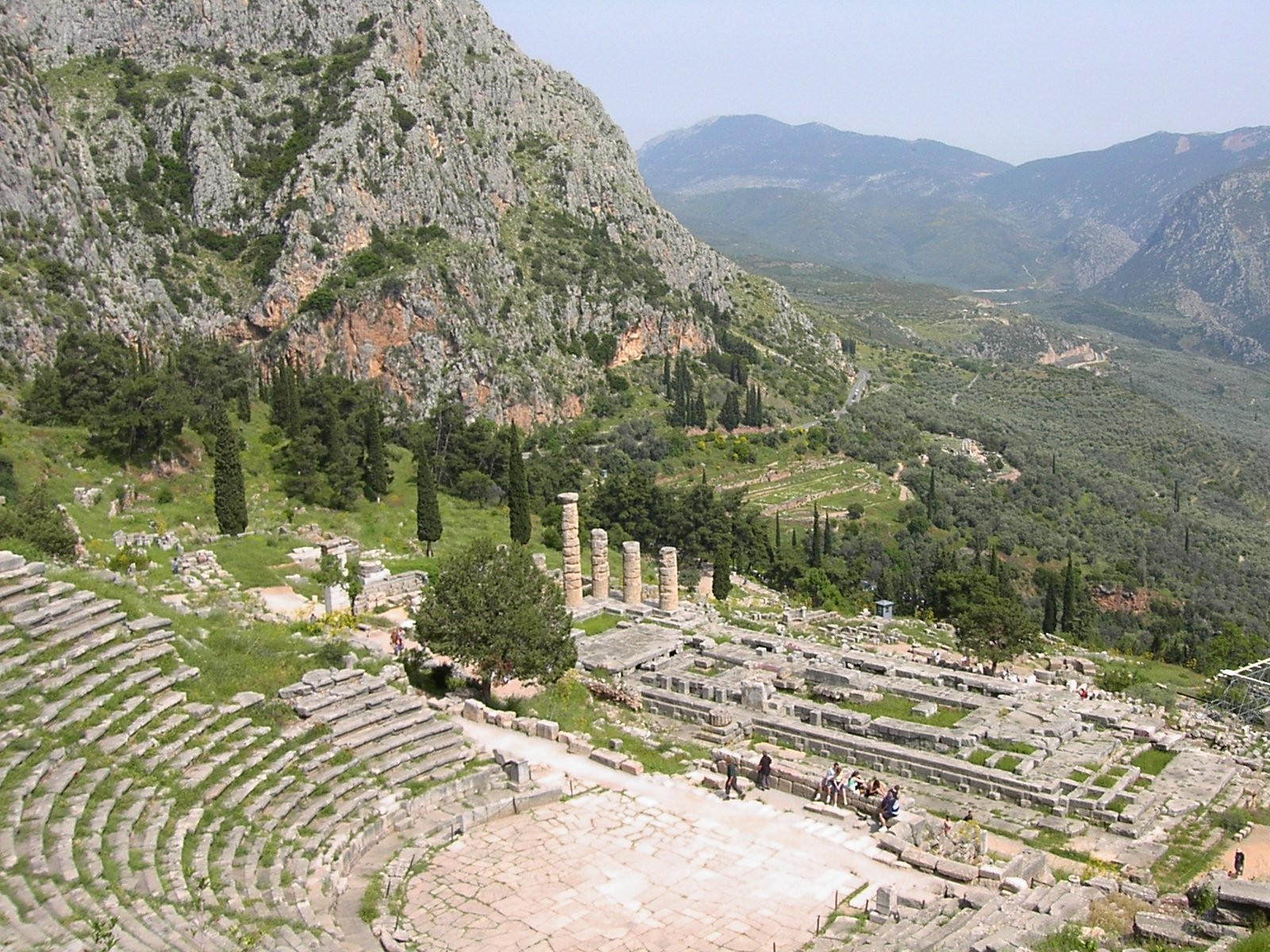
Ruinas del teatro del templo de Apolo en Delfos.

Olén (en griego antiguo: Ὠλήν) de Licia fue un poeta de la Antigua Grecia, de cronología indeterminada. De él se decía que llegó de Licia a Delos  y que compuso los más antiguos  himnos a Ilitía, a Aqueia, a Hera y a los habitantes de Delos. Sin embargo, no se ha conservado ninguna de sus  obras. Otra tradición dice que establecieron el oráculo de Delfos los hiperbóreos que vinieron con él y que Olén fue el primer adivino, y por tanto fue el único hombre adivino del oráculo pues desde entonces las adivinas siempre eran mujeres.
En sus himnos atribuye a Ilitía la maternidad de Eros. En su himno a Hera señala que esta fue criada por las Horas y que fue madre de Ares y Hebe.